# 1821 au Canada
Pour un article plus général, voir Chronologie du Canada.
Cet article traite des événements qui se sont produits durant l'année 1821 au Canada.

## Événements

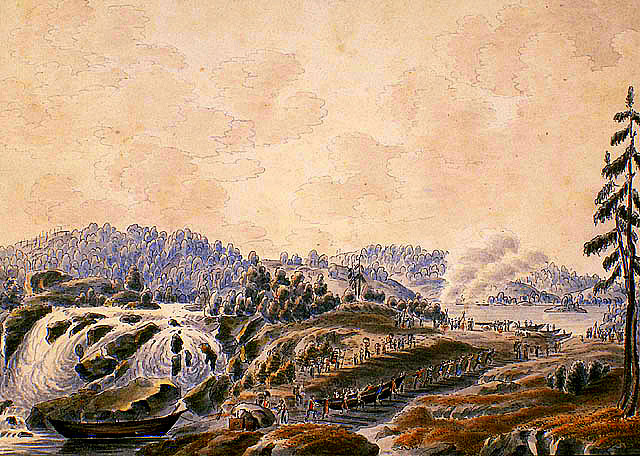
Voyage de York Factory à la rivière Rouge

- 21 janvier : début du huitième parlement du Haut-Canada (en).
- 30 janvier : début de la Huitième législature du Nouveau-Brunswick (en).
- 26 mars : la Compagnie de la Baie d'Hudson absorbe la Compagnie du Nord-Ouest. Elle est seule à exploiter la terre de Rupert[1]. George Simpson devient gouverneur de la Terre de Rupert.
- La compagnie de Baie d'Hudson établit le trajet de la York Factory Express reliant la Baie d'Hudson à l'Océan Pacifique.
- Début de la construction du Canal Lachine près de Montréal.
- Démolition de la Citadelle de Montréal.
- Fondation de l'Université McGill à Montréal.
- Novembre : élection complémentaire, Barnabas Bidwell est élu. Des membres de l'assemblée du Haut-Canada vont chercher à obtenir l'expulsion de ce député à cause de son origine américaine, qu'il fut homme politique aux États-Unis et qu'il a eu des démêlés avec la justice. Il sera finalement expulsé.
- Fondation de la Banque du Haut-Canada (en). Cette banque servit les intérêts de la Family Compact.

### Exploration de l'Arctique

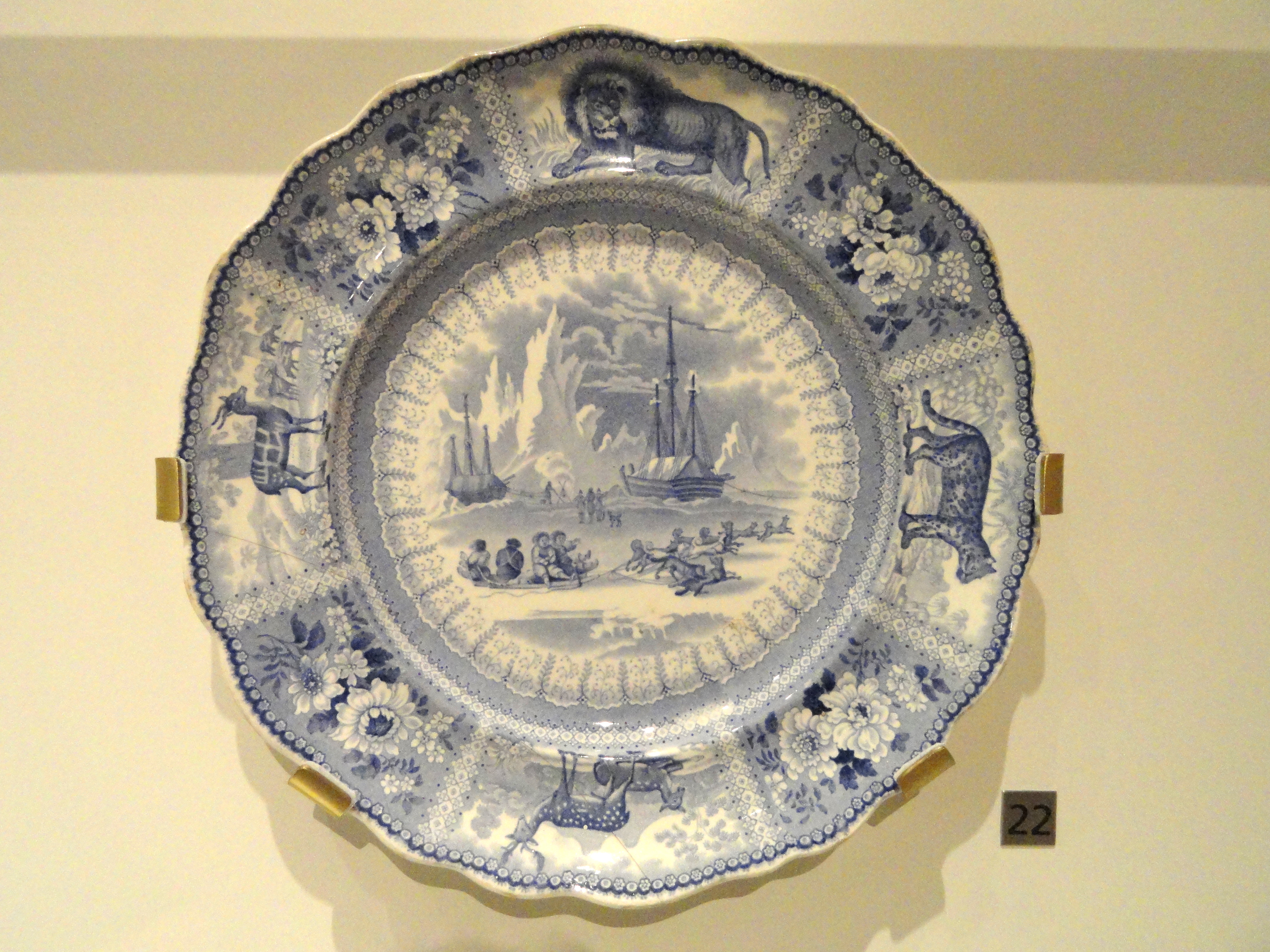
Assiette ayant comme motif une scène de l'Arctique basée sur la deuxième expédition de Sir William Parry (1819-1824), Staffordshire, Angleterre, c. 1835-1845 - Royal Ontario Museum - DSC00252

- William Edward Parry entreprend sa deuxième expédition dans l'Arctique avec les navires HMS Hecla et HMS Fury. Il passe par le détroit gelé (en) entre l'Île de Southampton et la Péninsule Melville. L'expédition atteint le Golfe de Boothia et bloquée dans les glaces, elle passe un premier hiver à Île de Winter (en).
- Expédition Coppermine[2]:
  - 14 juin : John Franklin et ses hommes quittent Fort Enterprise pour la Rivière Coppermine.
  - 21 juillet : ils atteignent l'embouchure de la Rivière Coppermine sur l'Océan Arctique. Ils reconnaissent le Golfe du Couronnement. Ils se rendent sur la péninsule de Kent avant de faire demi tour au point Turnagain.
  - Automne : Retour au Fort Enterprise.
  - Décembre : Retour au Vieux Fort Providence (en).

## Naissance
- 12 mars : John Abbott, premier ministre du Canada.
- 28 avril : Alonzo Wright, homme d'affaires et homme politique.
- 2 juillet : Charles Tupper, premier ministre du Canada.
- 6 juillet : Henri Bernier, homme d'affaires et homme politique.
- 20 juillet : Michael Hannan, évêque d'Halifax.
- 30 juillet : Alpheus Todd, premier bibliothécaire du parlement à Ottawa.
- 1 août : Peter Redpath, homme d'affaires.
- 13 août : Philip Carteret Hill, premier ministre de la Nouvelle-Écosse.
- 14 octobre : Joseph-Calixte Marquis, prêtre.
- 15 novembre : Élie Lacerte, homme politique.
- George Armstrong (manufacturier)
- Stanislas Drapeau, journaliste.

## Décès
- 15 juillet : Joseph-Hubert Lacroix, homme politique.